# 증산면
증산면(甑山面)은 경상북도 김천시 남부에 위치한 면이다.

## 개요
김천시의 남서쪽에 위치하며,  동쪽으로 성주군, 서쪽으로 대덕면, 남쪽으로는 거창군, 북쪽으로 지례면 등과 경계를 접하고 있다. 수도산, 단지봉 등 고산준령으로 둘러쌓인 분지로 해발 350m 이상의 산간 지역이다. 또한 신라시대 고찰인 청암사, 수도암 등 문화재가 있고, 자연경관이 수려하다.

## 연혁
- 조선시대 : 성주군 성주방
- 1906년 : 지례군에 병합, 내외증산으로 통칭
- 1914년 : 외증산은 지례면, 내증산은 증산면으로 분리
- 1949년 : 금릉군 증산면 (김천읍이 시로 승격)
- 1995년 : 시군통합으로 김천시 증산면으로 개칭

## 행정 구역
| 법정리 | 행정리           | 비고                   |
| ------ | ---------------- | ---------------------- |
| 금곡리 | 금곡리           |                        |
| 동안리 | 동안리           |                        |
| 부항리 | 부항리           |                        |
| 수도리 | 수도리           |                        |
| 유성리 | 유성1리, 유성2리 | 면 행정복지센터 소재지 |
| 장전리 | 장전리           |                        |
| 평촌리 | 평촌리           |                        |
| 황점리 | 황점리           |                        |
| 황정리 | 황정리           |                        |
| 황항리 | 황항리           |                        |

## 교육
- 증산초등학교
- 대덕중학교 증산분교